# بيانيزا
بيانيزا هي بلدة (بلدية) في مدينة تورينو الحضرية في المنطقة الإيطالية بيدمونت، وتقع على بعد حوالي 12 كيلومتر (7 ميل) شمال غرب تورين.

## روابط خارجية
- الموقع الرسمي